# A minori, ad maius
A expressão latina a minori, ad maius é uma forma de argumentação jurídica que estabelece que o que é proibido ao menos é, necessariamente, proibido para o mais. É um tipo de argumento que se insere na argumentação a fortiori, juntamente com os raciocínios do tipo a maiori, ad minus, que é o seu inverso, estando também relacionado com o processo a simili. É utilizado para a interpretação extensiva da lei, isto é, para casos não contemplados diretamente na lei, mas que se podem inferir utilizando este raciocínio. A expressão pode aplicar-se, de um ponto de vista positivo, ao sujeito (se um chimpanzé é capaz de reconhecer formas geométricas, mais facilmente o fará um ser humano, que tem mais capacidades cognitivas), ao predicado (se é proibido andar de mota com duas pessoas, logo, é proibido andar com mais de duas pessoas) ou aos dois, simultaneamemte (se o rei tenta ser justo em todos os seus actos, é lícito pedir aos seus vassalos que cumpram a lei).